# 刘宗利
刘宗利（1966年—），山东禹城人，汉族，中华人民共和国政治人物、第十二届全国人民代表大会山东地区代表。
毕业于解放军炮兵学院南京分院管理工程专业。加入中国共产党。2013年，担任全国人大代表。